# Borotsi
Borotsi is een dorp in het district Central in Botswana. De plaats telt 2443 inwoners (2011).